# Саут-Філіпсбург (Пенсільванія)
Саут-Філіпсбург (англ. South Philipsburg) — переписна місцевість (CDP) в США, в окрузі Сентр штату Пенсільванія. Населення — 387 осіб (2020).

## Географія
Саут-Філіпсбург розташований за координатами 40°53′13″ пн. ш. 78°13′7″ зх. д. / 40.88694° пн. ш. 78.21861° зх. д. (40.886976, -78.218574).  За даними Бюро перепису населення США в 2010 році переписна місцевість мала площу 0,67 км², уся площа — суходіл.

## Демографія
Згідно з переписом 2010 року, у переписній місцевості мешкало 410 осіб у 180 домогосподарствах у складі 119 родин. Густота населення становила 608 осіб/км².  Було 192 помешкання (285/км²).
Расовий склад населення:
| - 99,3 % — білих - 0,2 % — корінних американців |

До двох чи більше рас належало 0,5 %. Частка іспаномовних становила 1,2 % від усіх жителів.
За віковим діапазоном населення розподілялося таким чином: 22,0 % — особи молодші 18 років, 57,5 % — особи у віці 18—64 років, 20,5 % — особи у віці 65 років та старші. Медіана віку мешканця становила 44,0 року. На 100 осіб жіночої статі у переписній місцевості припадало 100,0 чоловіків;  на 100 жінок у віці від 18 років та старших — 100,0 чоловіків також старших 18 років.
Середній дохід на одне домашнє господарство  становив 47 211 долар США (медіана — 36 591), а середній дохід на одну сім'ю — 60 435 доларів (медіана — 68 571). Медіана доходів становила 52 679 доларів для чоловіків та 31 875 доларів для жінок. За межею бідності перебувало 14,6 % осіб, у тому числі 29,6 % дітей у віці до 18 років та 0,0 % осіб у віці 65 років та старших.
Цивільне працевлаштоване населення становило 166 осіб. Основні галузі зайнятості: освіта, охорона здоров'я та соціальна допомога — 27,7 %, мистецтво, розваги та відпочинок — 18,7 %, роздрібна торгівля — 16,3 %.